# El niño en la caja
Joseph Augustus Zarelli (13 de enero de 1953 - Febrero de 1957), más conocido como El niño en la caja, (en inglés: The boy in the box) también fue comúnmente denominado «El niño desconocido de América», es un niño cuyo cuerpo desnudo y maltratado fue encontrado en una caja de cartón en la sección Fox Chase en Filadelfia, Pensilvania, el 25 de febrero de 1957.
Parecía haber sido aseado y recién arreglado, con un corte de pelo reciente y las uñas recortadas, aunque había sufrido abusos físicos extensos antes de su muerte, con múltiples hematomas en su cuerpo. Además, se descubrió que estaba desnutrido. El cuerpo estaba cubierto de cicatrices, algunas de las cuales fueron quirúrgicas (sobre todo en el tobillo, la ingle y la barbilla). Se cree, tanto por la policía como por la opinión pública, que la causa de la muerte fue homicidio por traumatismo por objeto contundente.
Nadie se presentó para reclamarlo, ni se identificó a ningún sospechoso claro; por ello el caso permaneció abierto.En diciembre de 2022 "El niño de la caja" finalmente obtuvo nombre y apellido, después de que los investigadores de Filadelfia lograran identificarlo 65 años después de su descubrimiento.

## Descubrimiento del cuerpo

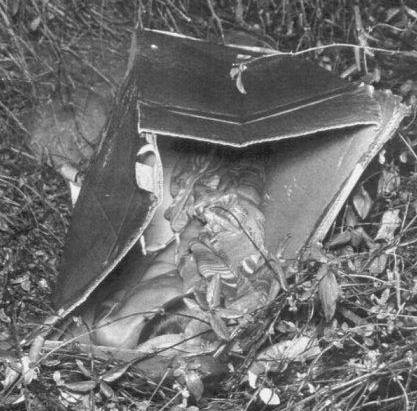
Fotografía del cuerpo in situ tras ser localizado.

En febrero de 1957, el cuerpo de un niño caucásico, envuelto en una manta a cuadros, fue encontrado en el bosque de Susquehanna Road en Fox Chase, Filadelfia. El cuerpo desnudo estaba dentro de una caja de cartón que una vez había contenido una cuna del tipo vendido por los grandes almacenes J. C. Penney. El cabello del niño había sido recortado recientemente, posiblemente después de la muerte, pues se apreciaban mechones de cabello pegados al cuerpo. Había signos de malnutrición evidente, así como cicatrices quirúrgicas en el tobillo y la ingle, y una cicatriz en forma de L debajo de la barbilla. Había muerto apaleado y no fue agredido sexualmente.
El cuerpo fue descubierto por primera vez por un joven que estaba revisando sus trampas para ratas almizcleras. Ante el temor de que la policía confiscara sus trampas ilegales, no informó de lo que había encontrado. Dos días después, un estudiante universitario vio a un conejo corriendo hacia la maleza. Sabiendo que había trampas para animales en el área, detuvo su auto para investigar y descubrió el cuerpo. Él también se mostró reacio a tener contacto con la policía, pero decidió reportar su hallazgo al día siguiente, tras enterarse de la desaparición de Mary Jane Barker.

## Investigación

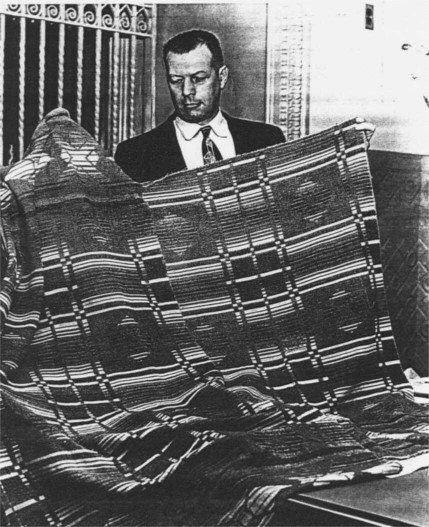
Manta en la que estaba envuelto el niño en la caja.

La policía recibió el informe y abrió una investigación el 25 de febrero de 1957. Se tomaron las huellas dactilares del niño muerto, y al principio la policía se mostró optimista de que pronto sería identificado. Sin embargo, nadie presentó ninguna información útil. 
El caso atrajo la atención masiva de los medios en Filadelfia y el Valle de Delaware. El The Philadelphia Inquirer imprimió 400.000 volantes con la imagen del niño, que inundaron el área, y se enviaron también por correo con cada factura del gas en la ciudad de Filadelfia. La escena del crimen fue peinada una y otra vez por 270 reclutas de la academia de policía, quienes descubrieron en la zona una gorra masculina de pana azul, una bufanda de niño y un pañuelo blanco de hombre con la letra "G" bordada en una esquina; pero todas las pistas acabaron llevando a ninguna parte. La policía incluso fue tan lejos como para distribuir una fotografía post mortem del niño completamente vestido y en posición sentada, como puede haber estado en vida, con la esperanza de que alguien pudiera aportar alguna pista. A pesar de la amplia publicidad y el interés esporádico a lo largo de los años, la identidad del niño permaneció desconocida durante sesenta y cinco años. El caso sigue sin resolverse a día de hoy.

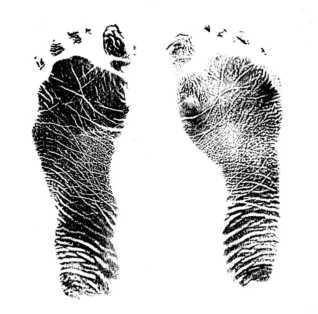
Huellas de los pies del niño en la caja.

El 21 de marzo de 2016, el Centro Nacional de Niños Desaparecidos publicó una reconstrucción facial digital de la víctima y la añadió a su base de datos.
En agosto de 2018, Barbara Rae-Venter, la genealogista genética que ayudó a identificar al Golden State Killer utilizando una técnica de perfilado de ADN, declaró que estaba usando el mismo método para tratar de identificar al niño en la caja. 

## Teorías
Muchas teorías se barajaron sobre el caso. Aunque la mayoría de ellas han sido descartadas, dos teorías han generado un considerable interés entre la policía y los medios de comunicación, y se han investigado exhaustivamente. 

### La casa de acogida

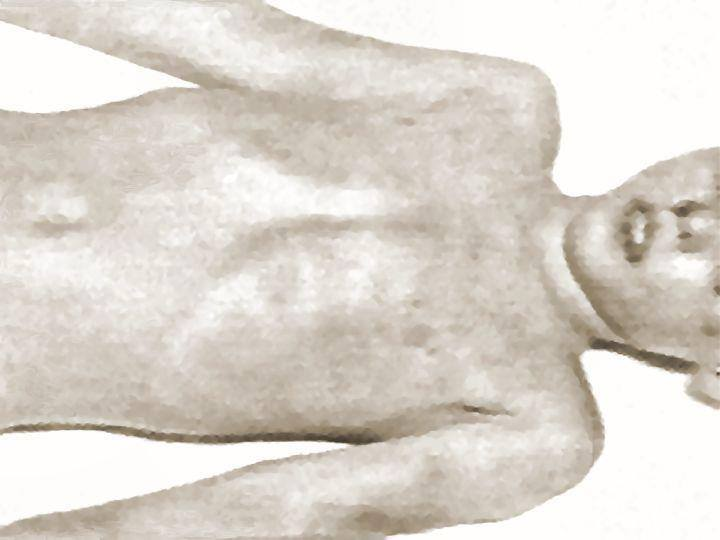
El torso del niño, que muestra signos de desnutrición severa, inanición y cicatrices.

Esta teoría apunta a una casa de acogida que estuvo ubicada aproximadamente a 1,5 millas (2,5 km) del sitio donde apareció el cuerpo.
En 1960, Remington Bristow, un empleado de la oficina del médico forense que investigó perseverante el caso hasta su muerte en 1993, contactó con una psíquica de Nueva Jersey, quien le dijo que buscara una casa que sirviera como hogar de acogida. Cuando la psíquica fue llevada al sitio del hallazgo en Filadelfia, ella llevó a Bristow directamente a la casa de acogida. 
Al asistir a una venta de bienes en el hogar de acogida, Bristow descubrió una cuna similar a la que se vendía en J. C. Penney. También descubrió mantas colgadas en el tendal de ropa que eran similares a aquella en la que se había envuelto el cuerpo del niño. Bristow creía que el niño era de la hijastra del hombre que dirigía el hogar de acogida, y que se deshicieron de él para que la hijastra no fuera expuesta como madre soltera. Él teorizó que la muerte del niño había sido un accidente. 

A pesar de esta evidencia circunstancial, la policía no pudo encontrar vínculos definidos entre el niño en la caja y la familia de acogida. 

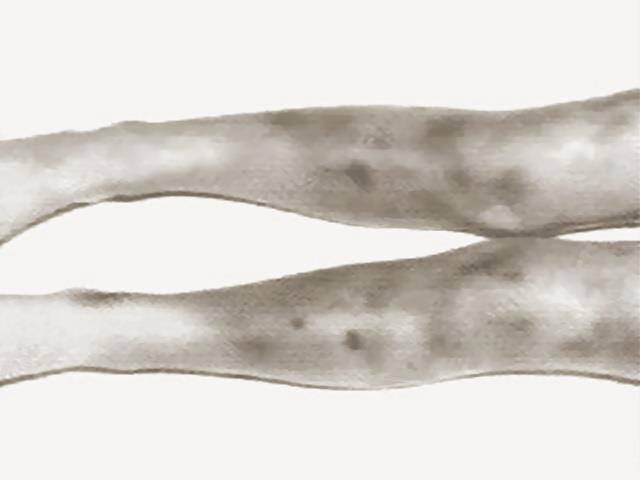
Las piernas del niño muestran signos de hematomas severos, desnutrición y cicatrices.

En 1998, el teniente de la policía de Filadelfia Tom Augustine, quien está a cargo de la investigación, y varios miembros de la Sociedad Vidocq (un grupo de policías y perfiladores jubilados), entrevistaron al padre que acogía niños necesitados y a la hijastra (con quien se había casado). La investigación del hogar de acogida fue cerrada. 

### La mujer conocida como "Martha" o "M"
Otra teoría fue presentada en febrero de 2002 por una mujer identificada solo como "Martha". La policía consideró que la historia de "Martha" era plausible, pero su testimonio era preocupante, ya que tenía antecedentes de enfermedad mental. "M" afirmó que su madre abusiva había "comprado" al niño desconocido (cuyo nombre era Jonathan según ella) a sus padres biológicos en el verano de 1954. Posteriormente, el niño fue sometido a abusos físicos y sexuales extremos durante dos años y medio. Una noche, durante la cena, el niño vomitó su comida de frijoles al horno y recibió una fuerte paliza, con la cabeza golpeada contra el suelo hasta que quedó semiconsciente. Luego se le dio un baño, durante el cual murió. Estos detalles coincidían con la información conocida solo por la policía, ya que el médico forense había descubierto que el estómago del niño contenía restos de frijoles cocidos y que sus dedos estaban arrugados por la inmersión en agua. 

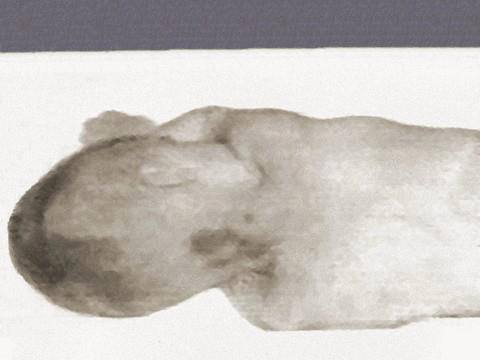
La espalda del niño, lo muestra con un corte de pelo reciente y con signos de abusos físicos extensos antes de su muerte.

 La madre de "M" luego cortó el cabello largo y distintivo del niño (explicando el corte no profesional que la policía notó en su investigación inicial) en un esfuerzo por ocultar su identidad. La madre de "M" luego obligó a "M" a ayudarla a tirar el cuerpo del niño en el área de Fox Chase. "M" continuó diciendo que mientras se preparaban para sacar el cuerpo del maletero del automóvil, un conductor masculino que pasaba se acercó para preguntar si necesitaban ayuda. Se ordenó a "M" que se parara frente a la matrícula del automóvil para protegerla de la vista mientras la madre convencía al posible buen samaritano de que no había ningún problema. El hombre finalmente se marchó. Esta historia corroboró el testimonio confidencial dado por un testigo masculino en 1957, quien dijo que el cuerpo había sido colocado en una caja previamente abandonada en la escena.  

A pesar de la verosimilitud externa de la confesión de "M", la policía no pudo verificar su historia. Los vecinos que tuvieron acceso a la casa de "M" durante el período de tiempo de los hechos negaron que hubiera un niño viviendo allí y rechazaron las afirmaciones de "M" como "ridículas". 

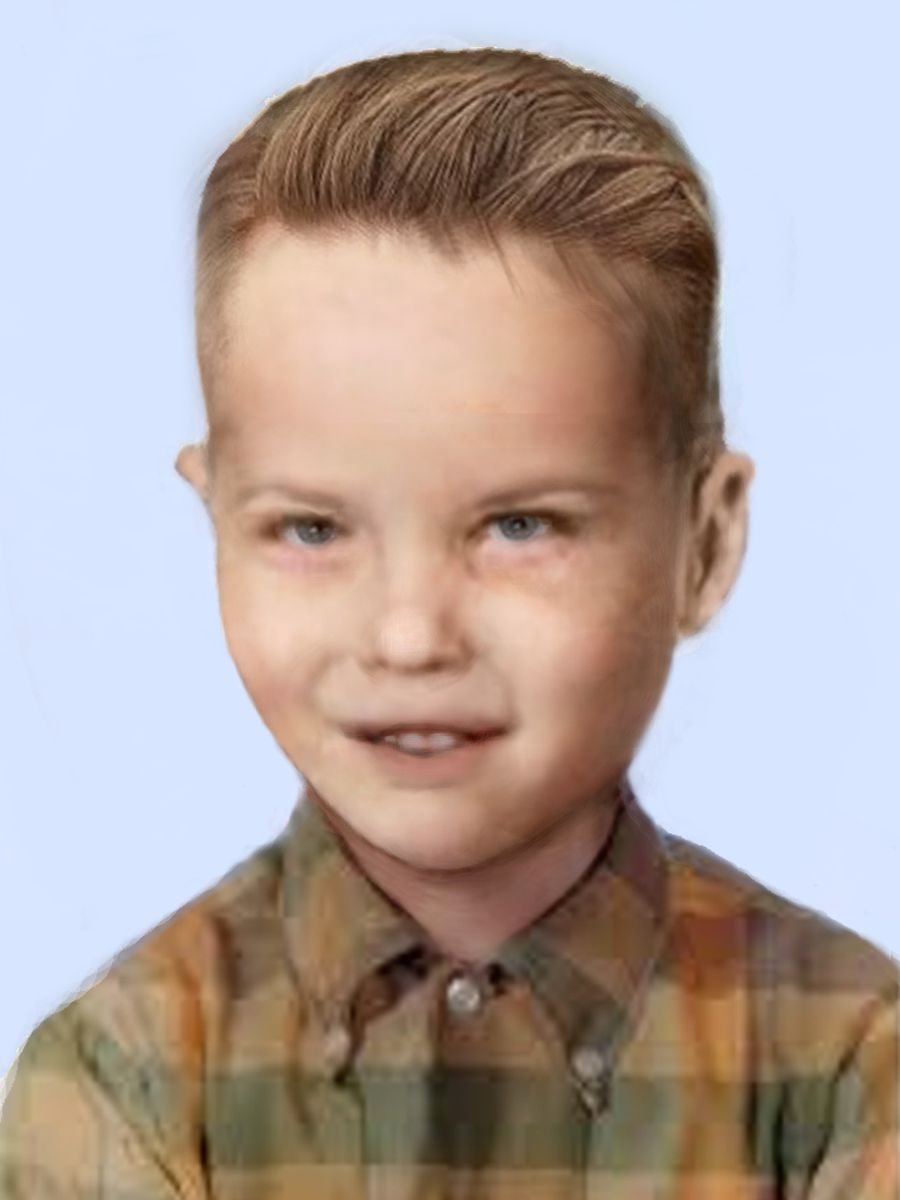
Reconstrucción facial forense moderna que muestra la apariencia que podía tener el niño cuando estaba vivo.

El artista forense Frank Bender desarrolló la teoría de que la víctima podría haber sido criado como una niña. El corte de pelo no profesional del niño, que parecía haberse realizado apresuradamente, fue la base para su especulación, así como la apariencia de las cejas que creía habían sido perfiladas. Más tarde, Bender publicó un boceto del niño no identificado con cabello largo, que refleja las hebras que se encontraron en el cuerpo. 

### Identidad potencial con prueba de ADN
En 2016, dos escritores, uno de Los Ángeles, California (Jim Hoffmann) y el otro de Nueva Jersey (Louis Romano), explicaron que creían haber descubierto una identidad potencial en Memphis, Tennessee y solicitaron que se comparara el ADN entre los miembros de esa familia y el niño. El líder fue descubierto originalmente por un hombre de Filadelfia (que presentó a Romano y Hoffmann entre sí) y luego se desarrolló y presentó, con la ayuda de Hoffmann, al Departamento de Policía de Filadelfia y la Sociedad Vidocq a principios de 2013. En diciembre de 2013, Romano se unió a la iniciativa y aceptó ayudar al hombre de Filadelfia y Hoffmann a obtener personalmente el ADN de este miembro de la familia en enero de 2014, que fue enviado rápidamente al Departamento de Policía de Filadelfia. Las autoridades locales confirmaron que investigarían la muestra, pero declararon que tendrían que hacer más investigación sobre las circunstancias que rodean el enlace en Memphis antes de comparar el ADN. En octubre de 2017, el PPD reveló que el análisis de ADN descartaba totalmente que el hombre de Memphis y el chico de Fox Chase que se encontró en la caja estuviesen emparentados. En 2022 fue finalmente identificado después de un minucioso proceso de genealogía que ayudó a identificar a su padre. Su nombre era Joseph Augustus Zarelli, nacido el 13 de enero de 1953. La comisionada de policía Danielle Outlaw, agradeciendo a los detectives que trabajaron en el caso, dijo: "Hoy, después de 65 años, finalmente se restauró el nombre de America's Unknown Child. Quiero agradecer a todos los que han trabajado incansablemente desde 1957 para devolverle la voz a Joseph Augustus Zarelli".

## Entierro

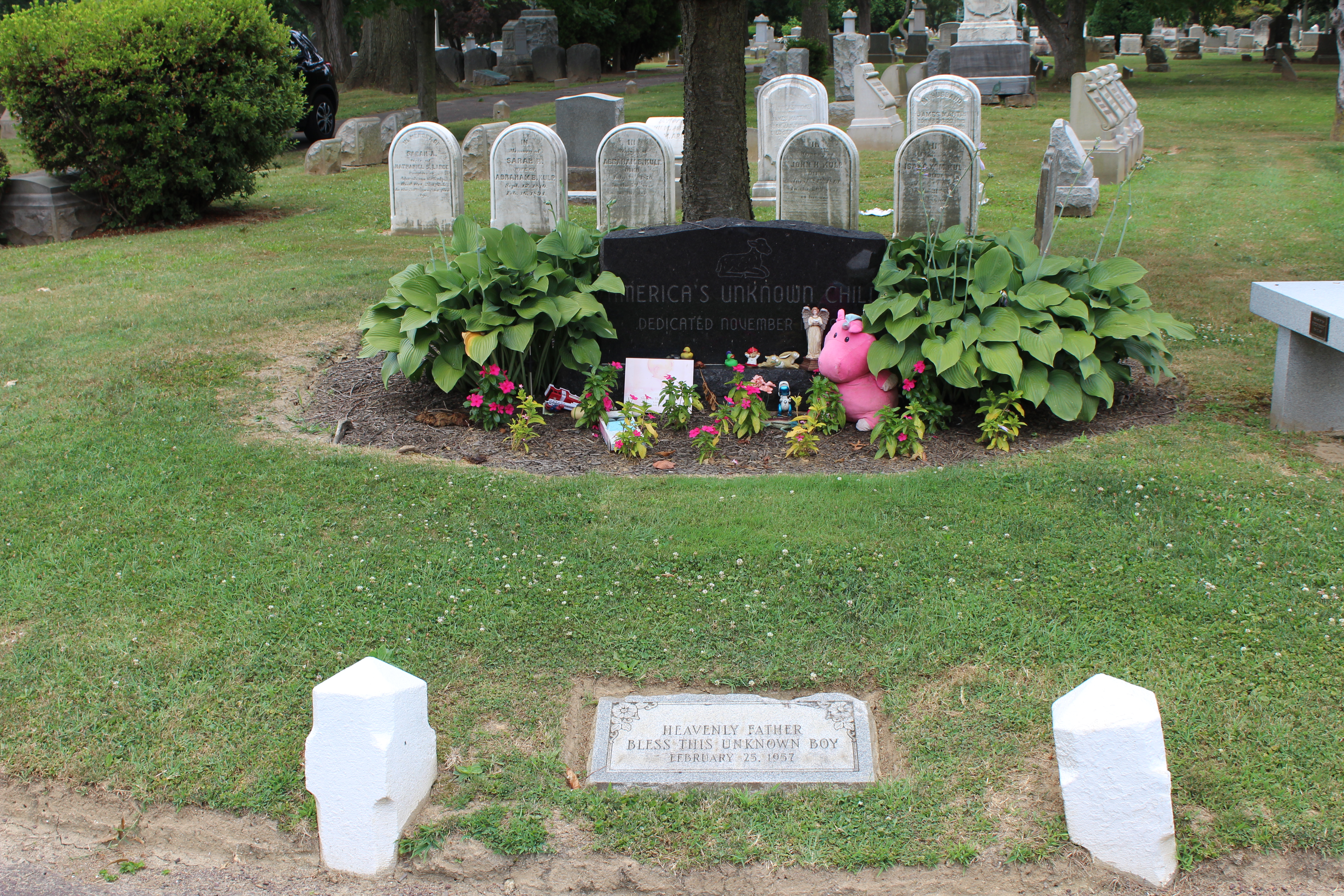
Tumba del niño en la caja en el cementerio de Ivy Hill.

El niño en la caja fue originalmente enterrado en una fosa común. En 1998, el cuerpo fue exhumado con el propósito de extraer ADN, que se obtuvo del esmalte de un diente. Lo volvieron a enterrar en el cementerio de Ivy Hill en Cedarbrook, Filadelfia, que donó una parcela individual. El ataúd, la lápida y el servicio funerario fueron donados por el hijo del hombre que había enterrado al niño en 1957. Hubo asistencia pública significativa y cobertura mediática del reentierro. La lápida sobre la tumba tiene las palabras "America's Unknown Child" grabadas. Los residentes de la ciudad mantienen la tumba decorada con flores y animales de peluche. 

## En la cultura popular
La historia se describió en la serie de televisión America's Most Wanted el 3 de octubre de 1998 y el 12 de julio de 2008. Las series de televisión Cold Case, CSI: Crime Scene Investigation y Law & Order: Special Victims Unit han utilizado el caso del chico en la caja como inspiración de alguno de sus capítulos. El reportero Mitch Blacher de NBC 10 Filadelfia transmitió un artículo de investigación de los investigadores de la cadena NBC 10 el 2 de marzo de 2016, titulado: "Nueva teoría sobre el caso del 'Niño en la caja".